# Anna Olofsson
Anna Cajsa Margaretha Olofsson, född 17 april 1971, är en svensk forskare, professor i sociologi vid Mittuniversitetet. Olofsson disputerade 2002 vid Umeå universitet på avhandlingen Waves of controversy: gene technology in Dagens nyheter 1973-96. Hon har efter disputationen varit verksam som universitetslektor vid Mittuniversitetet i Östersund.
Olofssons forskning rör främst människors uppfattningar om risker, behov av riskkommunikation och kriskommunikation i mångkulturella samhällen. Hon har bl.a. studerat kriskommunikation utifrån ett mångkulturellt perspektiv, där hon bl.a. studerar hur invandrare upplever behov av kommunikation vid katastrofer, vilken hänsyn kommunerna tar till personer med invandrarbakgrund i sin kriskommunikation samt hur katastroferna skildras i media med hänsyn till vår heterogena befolkning. Hon är sedan 2011 professor vid Mittuniversitetet och fungerade som forskningsledare för RCR (Risk and Crisis Research Center) till 2018 då hon utsågs till dekan för den humanvetenskapligs fakulteten. . Sedan 2024 är hon prorektor för Mittuniversitetet.

## Publikationer (urval)
- The White (Male) Effect and Risk Perception: Can Equality Make a Difference? (med Saman Rashid) Risk Analysis, 31 (6) 1016-1032 (2011)
- Solidarity Triumphs Catastrophe? An Empirical and Theoretical Analysis of Post-Tsunami Media in Sweden and the United States. (med Lynn Letukas och John Barnshaw), I L Nord och U Kivikuru (Red.), After the Tsunami - Crisis Communication in Finland and Sweden, Nordicom, Göteborg (2009)
- Crisis communication in multicultural societies: A study of municipalities in Sweden. International Journal of Mass Emergencies and Disasters, 25 (2) 145-160. (2007)
- Risker i moderna samhällen: Samhällsvetenskapliga perspektiv (med Susanna Öhman (red.), Studentlitteratur, Lund (2009)
- Kriskommunikation i ett heterogent samhälle – lika för alla eller till var och en efter behov? [Crisis communication in a heterogeneous society] Sociologisk forskning. 3 6-29. (2007)
- Views of risk in Sweden: Global fatalism and local control. An empirical investigation of Ulrich Beck’s theory of modern risks. (med Susanna Öhman) Journal of Risk Research 10 (2) 177-196.
- General beliefs and environmental concern. Trans Atlantic Comparisons (med Susanna Öhman). Environment and Behavior, 38 (6) 768-790 (2006)
- The division of attitudes to GM food between the north and south of Europe (med Saman Rashid & Susanna Öhman). I F, Goksen, O, Seippel, M, O'Brien, E. U, Zenginobuz, F, Adaman, and J, Grolin. (Red.). Integrating and Articulating Environments: A Challenge for Northern and Southern Europe. Lisse: Swets & Zeitlinger.
- Waves of Controversy–Gene Technology in Dagens Nyheter 1973–96. Umeå: Umeå University. (2002)